# Tranosema tenuifemur
Tranosema tenuifemur är en stekelart som först beskrevs av Walley 1963.  Tranosema tenuifemur ingår i släktet Tranosema och familjen brokparasitsteklar. Inga underarter finns listade i Catalogue of Life.